# Беларус-05
Беларус-05 — первый мотоблок, выпускавшийся с 1985 года на Минском тракторном заводе.
Мотоблок Беларус-05 предназначен для выполнения пахоты легких почв, боронования, культивации, междурядной обработки картофеля и свеклы, кошения трав в садах и огородах, на пришкольных и приусадебных участках, а также для транспортирования грузов, стационарных работ с приводом от вала отбора мощности.

## История
...с 1978 года приступил к созданию семейства мини-техники. Были разработаны и поставлены на производство мотоблоки мощностью 5, 6, 8, 12 л.с. (МТЗ-05, МТЗ-06, МТЗ-08БС, МТЗ-12], 4-колесные мини-тракторы МТЗ-082 мощностью 12 л.с.

## Конструкция

### Двигатель
На мотоблоках МТЗ-05 устанавливались одноцилиндровые четырёхтактные бензиновые двигатели УД-15 и УД 25 с воздушным охлаждением. Рабочий объём двигателя — 245 см3. Номинальная мощность 3,7 кВт (5 л.с.).

### Трансмиссия
На МТЗ-05 устанавливалась механическая ступенчатая коробка передач. Муфта сцепления — фрикционная, многодисковая, работающая в масле. Мотоблок имеет дифференциал с межколёсной блокировкой.Колеса от автомобиля Луаз.

### Вал отбора мощности
Мотоблок имеет зависимый вал отбора мощности для работы с активными орудиями. Номинальная частота вращения маховика 1000 об/мин.